# Sotniile Negre

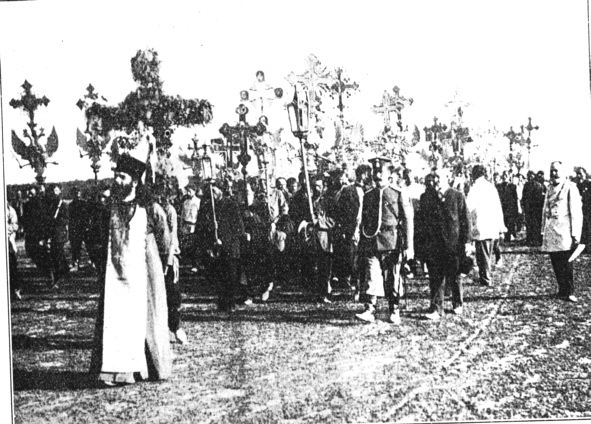
O procesiune a Sotniilor Negre, 1907

Sotniile Negre (uneori Sotnia Neagră), de asemenea, cunoscută și sub numele de sutenegriștii (Чёрная сотня, черносотенцы în rusă, transliterat Ciornaia sontnia, cernosotențî), a fost o mișcare ultranaționalistă din Rusia la începutul secolului al XX-lea. A susținut fervent pe țar și pe familia sa (Casa Romanovilor) și s-a opus fanatic oricărei restrângeri a  autocrației monarhului. Mișcarea s-a remarcat  de asemenea prin doctrinele extremiste, rusocentrice, xenofobe, antisemite și prin incitarea la pogromuri.

## Originile
"Sveașcennaia drujina" (Священнaя дружинa = Sfânta Brigadă) și "Russkoe sobranie" (Русское собрание = Adunarea rusă), în St. Petersburg sunt predecesoarele mișcării Sotniile Negre. Începând cu 1900, cele două organizații uneau sub același drapel reprezentanții conservatori ai intelectualilor, funcționari de stat, clerici și boieri. Mai multe organizații ale Sotniilor Negre s-au format în timpul și după Revoluția rusă din 1905, cum ar fi:
- "Soiuz russkovo naroda" (Союз русского народа = Uniunea Poporului Rus), în St. Petersburg
- "Soiuz russkih liudei" (Союз русских людей = Uniunea Rușilor), în Moscova
- "Russkaia monarhiceskaia partia" (Русская монархическая партия = Partidul Monarhist Rus), în Moscova și în alte parți
- "Obșcestvo aktivnoi borbî s revoliuției" (Общество активной борьбы с революцией = Societatea de Luptă Activă Împotriva Revoluției), în Moscova
- "Belîi dvuglavîi oriol" (Белый двуглавый орёл = Vulturul Alb Bicefal) în Odessa

## Popularitate și putere
Mișcarea Sotniile Negre a publicat ziare, cum ar fi Znamea (Drapelul) sau Russkoe znamea (Drapelul rus), Poceaievski listok (Foaia Poceaiev), Zemșcina (Femeia), Kolokol (Clopotul), Groza (Furtuna) și altele. Multe ziare de dreapta, cum ar fi Moskovskie vedomosti (Știri din Moscova), Grajdanin (Cetățeanul) și Kievleanin (Kieveanul) au publicat materialele Sotniilor Negre. 
Printre liderii proeminenți ai mișcării au fost: Alexandru Dubrovin, Vladimir Purișkevici, Nikolai Markov, A. I. Trișatnî, Pavel Krușevan, Pavel Bulațel, Ivan Vostorgov, M. K. Șahovskoi, protoiereul mitrofor Ioan de Kronstadt, ieromonahul Iliodor, episcopul Hermogen și alții.

## Incitarea la violență
Atunci când doi delegați ai Dumei, Grigori Borisovici Iollos (provincia Poltava) și Mihail Herzenstein (n. 1859, d. 1906 în Terijoki), ambii din Partidul Constituțional Democrat, au fost asasinați de către membrii Sotniilor Negre, organul lor de presă Russkoe Znamea și-a exprimat regretul că "doar doi evrei au pierit în cruciada împotriva revoluționarilor." Sotniile Negre au folosit violența și tortura împotriva oricui era bănuit că ar fi o amenințare la adresa Țarului.

## Sotniile Negre și problema ucraineană
Sotniile Negre negau existența unei națiuni ucrainene și îi defineau pe ucrainenii drept ruși, atrăgându-și sprijinul etnicilor ucraineni rusofili care se considerau ruși. Sotniile Negre au militat activ împotriva a ceea ce ei considerau a fi separatismul ucrainean, precum și împotriva promovării culturii și limbii ucrainene, în general, și împotriva lucrărilor poetului ucrainean Taras Șevcenko, în special. În Odesa, Sotniile Negre au închis filiala ucraineană a societății "Prosvita", o organizație dedicată răspândirii limbii și culturii ucrainene.

## În cultura populară
- Romanul lui Jack London, Călcâiul de fier (1908) prezice venirea unui guvern naționalist în SUA, iar asasinii angajați de acesta care se declarau loiali regimului și se specializaseră în a ataca întâlnirile muncitorești își spuneau Sutele Negre.
- În romanul lui Bernard Malamud: Repararatorul, care descrie un evreu, Iakov Bok, care fuge de pogrom, se mută la Kiev și își schimbă numele ca să sune mai rusește și, în curând devine angajat al unui membru al Sutelor Negre.
- În romanul lui Edward Rutherfurd: Russka, un tânăr, Bobrov, este bătut în stradă de un grup de tineri din Sotniile Negre pentru că îi susținea pe evrei și pentru că era fiul unui social-democrat.
- În Rădăcini: Generațiile viitoare, un prieten evreu al protagoniștilor negri din serial spune în glumă că cei din Ku Klux Klan care i-au ars magazinul sunt doar mici copii pe lângă "Sotniile Negre ale țarului".